# 337 (číslo)
Tři sta třicet sedm je přirozené číslo, které následuje po čísle tři sta třicet šest a předchází číslu tři sta třicet osm. Římskými číslicemi se zapisuje CCCXXXVII a řeckými číslicemi τλζ.

## Matematika
337 je:
- Prvočíslo
- Nešťastné číslo
- Nepříznivé číslo
- Hvězdové číslo

## Astronomie
- (337) Devosa je planetka hlavního pásu, kterou objevil v roce 1892 Auguste Charlois

## Doprava
- Silnice II/337 je česká silnice II. třídy vedoucí na trase Uhlířské Janovice – Onomyšl – Malešov – Čáslav – Ronov nad Doubravou – Seč – Bojanov – Nasavrky – Skuteč[1][2][3]

## Roky
- 337
- 337 př. n. l.